# Lichtajny (powiat olsztyński)
Lichtajny (niem. Köllmisch Lichteinen) – wieś w Polsce położona w województwie warmińsko-mazurskim, w powiecie olsztyńskim, w gminie Olsztynek. Lichtajny w latach 1975–1998 należały administracyjnie do województwa olsztyńskiego.
Wieś mazurska, położona 6 km na południowy zachód od Olsztynka, przy drodze do Drwęcka. Warianty nazwy niemieckiej wsi: Köllmisch, Königlich, Lichteinen.

## Historia
Wieś wzmiankowana w dokumentach już w roku 1410, wtedy to została zniszczona w czasie wojny polsko-krzyżackiej. W 1475 Lichtajny zostały nadane Piotrowi z Gąsiorowa. Później należały do polskiej rodziny Radzymińskich.
W 1894 zbudowano linię kolejową z Olsztynka do Ostródy, a we wsi zbudowano przystanek kolejowy Lichtajny. W 1871 we wsi powstała szkoła podstawowa. W 1939 we wsi mieszkało 317 osób. W tamtym czasie funkcjonowały: sklep, karczma, szkoła, poczta, stacja kolejowa. Po II wojnie światowej na miejsce wysiedlonej ludności niemieckiej i mazurskiej przesiedlono ludność polską, głównie z kresów wschodnich. Zlikwidowano linię kolejową Olsztynek-Ostróda, rozebrano szyny.
W 1997 we wsi mieszkało 185 osób. W 2005 roku we wsi było 194 mieszkańców.

## Zabytki i atrakcje turystyczne
- kapliczki przydrożne
- krzyże przydrożne
- cmentarz ewangelicki z 1860, (w złym stanie, zaniedbany), ok. pół kilometra na północ od wsi, przy drodze z Olsztynka
- cmentarz katolicki z początków XX w., 200 m na południe od wsi, przy drodze polnej.
- dawna kuźnia
- budynek dawnej stacji kolejowej
- budynek dawnej szkoły podstawowej
- dawne wiadukty kolejowe
- nasypy pozostałe po zlikwidowanej i rozebranej linii kolejowej
- budynki mieszkalne i gospodarcze.

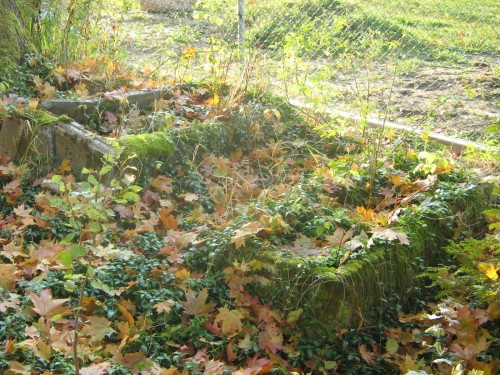
Cmentarz z początków XX wieku
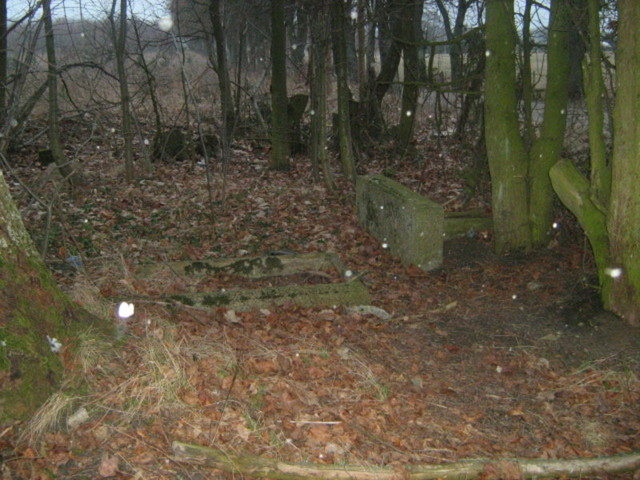
Cmentarz Ewangelicki - Jesień 2009

## Kościoły i Związki Wyznaniowe
- Kościół Rzymskokatolicki
- Świecki Ruch Misyjny „Epifania” – zbór w Lichtajnach

## Galeria

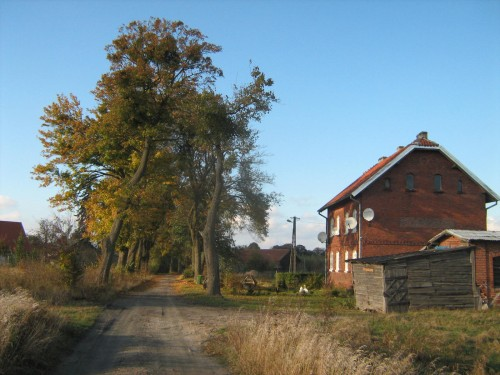
Lichtajny od strony Pawłowa rok 2010
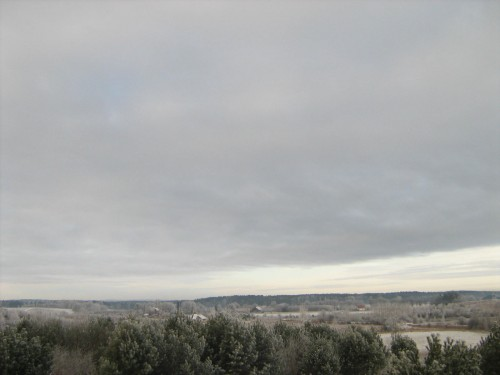
Lichtajny zimą 2010 roku, zdjęcie wykonane z dala od wsi
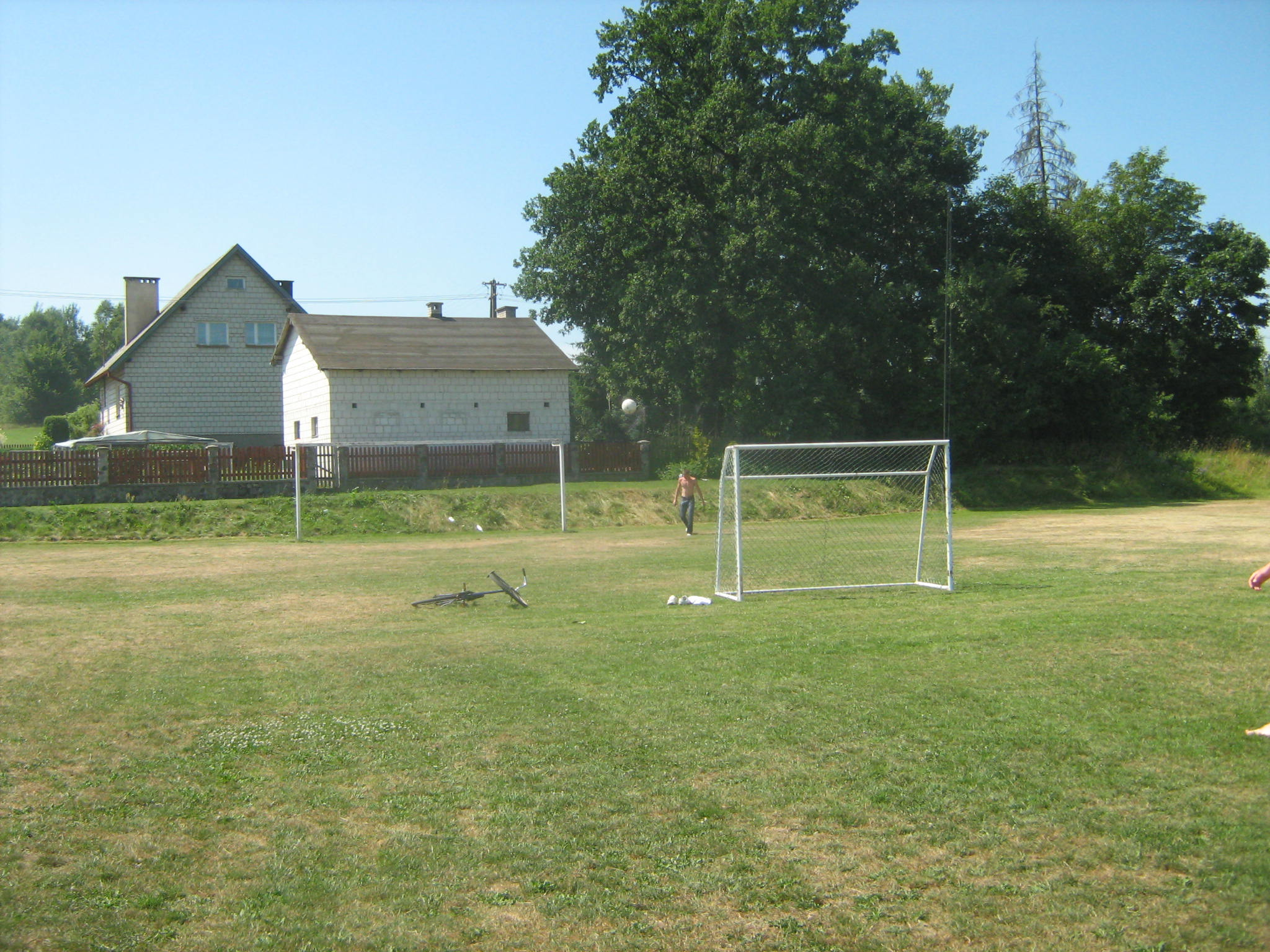
Boisko sportowe - lipiec 2010